# Allodape stellarum
Allodape stellarum är en biart som beskrevs av Cockerell 1916. Allodape stellarum ingår i släktet Allodape och familjen långtungebin. Inga underarter finns listade i Catalogue of Life.